# Полетно-слетна стаза
Полетно-слетна стаза (ПСС) или узлетео слетна стаза је правоугаона аеродромска површина на земљи или води намењена за полетање и слетање ваздухоплова. Њена ширина и дужина зависи од намене аеродрома и врсте авиона и других ваздухоплова који на њу слећу и са ње полећу и регулисана је међународним прописима. Обележена је за дневне и ноћне услове летења. Један од основних елемента према коме се одређује класа аеродрома (A, B, C, D, E, F, G), је дужина главне полетно-слетне стазе, односно главног канала за полетање и слетање. Поред дужине главне полетно-слетне стазе, односно главног канала за полетање и слетање аеродром по својим физичким својствима треба да задовољава и друге основне елементе и нормативе за ту класу аеродрома, предвиђене међународним правилником.

## Основни појмови
Инфраструктура аеродрома
Ваздушни путеви са средствима која их дефинишу.
Аеродром
Аеродром је одређена површина на копну или води (укључујући објекте, инсталације и опрему) намењена за коришћење у целости или делимично за долазак, одлазак и кретање авиона на земљи.
Аеродроми су објекти, који служе за одвијање ваздушног саобраћаја на земљи.
Ваздухоплов
То је летелица која користи полетно слетну стазу и осталу инфраструктуру аеродрома.

## Подела ПСС у грађевинском смислу
У грађевинском погледу полетно-слетне стазе се деле на:
ПСС са вештачком подлогом: бетонске, асфалтне, од челичних или бетонских плоча.
ПСС са природном подлогама: травнате, земљане, водене (на рекама, језерима, мору), са леденом и снежном подлогом (на северном или јужном полу и у неким зимским центрима).
Мањи аеродроми обично имају једну ПСС са вештачком подлогом и једну ПСС са природном подлогом, а већи две и више ПСС са вештачком подлогом.

## Нормативи за ПСС у складу са категоријом аеродрома
Основни нормативи за пројектовање, изградњу и реконструкцију аеродрома одређени су према њиховој врсти. Врсте аеродрома према којима се одређују основни елементи и нормативи за ПСС су:
- Аеродроми за јавни ваздушни саобраћај
- Аеродроми за спортско ваздухопловство и за сопствене потребе
- Аеродроми за хидроавионе (хидродроми)
- Аеродроми за хеликоптере (хелидроми)

### Аеродроми за јавни ваздушни саобраћај

#### Главна ПСС
Основна дужина главне полетно-слетне стазе
У зависности од категорије аеродрома, основна дужина ПСС, мора бити на аеродрому: 
- Класе A дужине преко 2.550 m
- Класе B дужине преко 2.150 m до 2.550 m
- Класе C дужине преко 1.800 m до 2.150 m
- Класе D дужине преко 1.500 m до 1.800 m
- Класе E дужине преко 1.280 m до 1.500 m
- Класе F дужине преко 1.080 m до 1.280 m
- Класе G дужине од 900 m до 1.080 m

Основна дужина главне полетно-слетне стазе у грађевинском смислу
Основне дужине напред наведених класа полетно-слетних стаза примењују се под стандардним атмосферским притиском, на коти 0 (ниво мора), при температури од +15 °C.
У грађевинском смислу, основна дужина полетно-слетне стазе због веће надморске висине и повећања температуре, продужава се, и то највише до 35%, по следећим нормативима:
- За разлику у атмосферском притиску у односу на стандардни притисак, због веће надморске висине, основна дужина полетно-слетне стазе се при пројектовању продужава, за разлику у висини на сваких 300 м надморске висине, додавањем на основну дужину ПСС још 7% од те дужине.
- За повећање температуре преко +15 °C, при пројектовању ПСС основна дужина увећава за сваки 1 °C температуре за 1% од те дужине.

Основна ширина полетно-слетне стазе
Основна ширина ПСС не сме бити мања: 
- Од 45 m — на аеродромима класе A, B, C, D i E;
- Од 30 m — на аеродромима класе F i G.

Просечна дужина нагиба полетно-слетне стазе
Просечна дужина нагиба ПСС не сме да пређе 1%. Уздужни нагиб на било ком делу полетно-слетне стазе не сме да пређе:
- 1,25% — на аеродромима класе A, B i C;
- 1,50% — на аеродромима класе D, E, F i G.

#### Споредна ПСС
Дужина споредних или других полетно-слетни стаза (на аеродромима где оне постоје) не сме бити мања од 85% од изабране основне дужине главне полетно-слетне стазе заједно додатим дужинама.
Изузетно, дужина споредних или друге полетно-слетне стазе може бити мања од 85% од дужине главне полетно-слетне стазе ако на аеродрому дувају ветрови јаког интензитета, али не мања од 70% од изабране основне дужине главне полетно-слетне стазе.

## Делови ПСС

### Сигурносна површина краја ПСС
Сигурносна или заштитна површина краја полетно-слетне стазе је симетричан простор на продужену средишњицу полетно-слетне стазе, у наставку основне стазе, примарне намене да смањи ризик оштећења авиона који су „кратки“ у слетању или „дуги“ у полетању. Ова површина укључује полетно-слетну стазу, рамена и одговарајући терен уз и испред полетно-слетне стазе.

### Померени праг ПСС
Праг који није лоцирана на почетку полетно слетне стазе. Служи као заштита од буке, за таксирање, опслуживање, полетање, али не и слетање. Он је означен стрелицама беле боје које воде до почетка полетно слетне стазе.

### Додатна стаза за заустављање
Зауставна стаза, стаза за заустављање; заставница; додатна стаза за заустављање; продужетак за заустављање је одређена правоугаона површина на земљи, испред прага, на крају расположиве 
дужине за залет припремљена као прикладна површина на којој авион може бити заустављен у случају премашаја слетне стазе (означено жутом бојом на слици испод)

### Појас полетно-слетне стазе(Runway strip)
Појас полетно-слетне стазе; основна стаза полетно-слетне стазе; сигурносна површина; стрип полетно-слетне стазе, је одређена површина која садржи полетно-слетну стазу и зауставну стазу, ако она постоји, која треба да смањи опасност оштећења авиона који скрене са полетно-слетне стазе и слетне стазе и заштитити авион који лети изнад ње за време узлетања или слетања.

### Заштитни појас ПСС(Shoulder)
Површина уз ивицу коловоза полетно-слетне стазе или спојних стаза, тако припремљена да осигура прелаз између коловоза и суседне површине, погодне за слетање авиона.

### Зона додира ПСС(Touchdown zone)
Зона додира; Подручје додира; је део полетно-слетне стазе, иза прага који авион у слетању први додирне.

### Аеродроми за спортско ваздухопловство и за сопствене потребе
Дужина и ширина полетно-слетних стаза аеродрома за спортско ваздухопловство и за сопствене потребе зависи од класе (категорије) аеродрома:
- Класе А - дужина 1.200 m или већа, ширина најмање 150 m
- Класе Б - дужина 800 до 1.200 m, а ширина најмање 150 m
- Класе Ц - дужина 700 до 800 m, а ширина најмање 100 m

Дужина полетно-слетне стазе за ову врсту аеродрома примењује се под стандардним атмосферским притиском, на коти 0, при температури од +15 °C.
Уздужни нагиб на било ком делу полетно-слетне стазе на аеродроми за спортско ваздухопловство и за сопствене потребе не сме прећи
2%, с тим да уздужни нагиб полетно-слетне стазе у просеку не сме прећи 1,2%.
Попречни нагиб на било ком делу полетно-слетне стазе на аеродроми за спортско ваздухопловство и за сопствене потребе не сме да
пређе 2,5%.

### Аеродроми за хидроавионе (хидродроми)
Хидродром је део водене површине са пратећим уређајима и опремом на води и копну, намењен за вожење, полетање, слетање, пристајање, сидрење, спуштање и извлачење хидроавиона из воде.
Полетно-слетна стаза (ПСС) или главни канала на води, може бити на језерима, рекама, морима и другим воденим површинама.
Дужина главног канала (ПСС) за полетање и слетање хидроавиона је различита и зависи од класе којој припада хидродром:
- Класе A преко 4.500 m
- Класе B преко 3.000 m до 4.500 m
- Класе C преко 2.000 m до 3.000 m

Ширина канала (ПСС) за полетање и слетање који је предвиђен за неинструментално летење, не сме бити мања:
- на хидродрому класе A од 225 m
- на хидродрому класе B од 180 m
- на хидродрому класе C од 150 m

### Аеродроми за хеликоптере (хелидроми)
Хелидром је посебна категорија аеродрома намењена за безбедно базирање, вожење, полетање и слетање хеликоптера. Полетно-слетна стаза на хелидрому има сва обележја као на осталим аеродромима.
ПСС хеликоптери користе за полетање са залетом и слетање са протрчавањем.
Полетно-слетна стаза на аеродромима за хеликоптере или хелидромима могу бити изграђене на земљи, згради или другом објекту, леденој површини и на води.
Дужина и ширина стазе односно канала за полетање и слетање хеликоптера одређује се зависно од класе аеродрома за хеликоптере. Према Конвенцији за међународни цивилну авијацију ICAO, (Анекс 14 - део II – Хелидроми, Чикашке конвенције) хелидроми за јавни ваздушни саобраћај (разврставају се у 4 категорије A, B, C, D). У зависно од категорије којој хелидром припада његова ПСС треба да поседује следеће карактеристике:
| Класа | Дужина       | Ширина                           |
| ----- | ------------ | -------------------------------- |
| A     | преко 90 m   | 30 m                             |
| B     | 40 m до 90 m | 20 m                             |
| C     | 15 m до 40 m | 15 m                             |
| D     | 15 m         | 1,2 дужине пропелера хеликоптера |

## Обележавање ПСС
Обележавање ПСС намењена су оријентацији пилота или аеродромског особља при дневном или ноћном слетању и вожњи авиона или службених возила по земљи. Такође и маневарске површине по којима се крећу авиони после слетања или пре полетања односно по којима се крећу службена возила приликом рутинских контрола или интервенција имају своје хоризонталне и вертикалне ознаке. Сви делови маневарских површина - рулне стазе или платформе - имају своја алфанумеричка обележја, која се налазе у картама аеродрома а чија су светла и друге ознаке постављене на прописаним локацијама.

### Обележавање ПСС за дневне услове
Обележавање ПСС служи као помоћ у завршној фази прилаза авиона при слетању дању и при доброј видљивости. Ознаке се састоје од линија, бројева и слова. Најчешће су беле боје, прописаног су облика и величине.
Ознаке стазе налазе се на праговима полетно-слетних стаза у облику двоцифреног броја који представља смер стазе у степенима.
- Оса стазе (централна линија) је уздужна испрекидана линија између ознака прага.
- Праг стазе су уздужне линије паралелне на осу стазе.
- Руб стазе пуна линија уздуж оба руба на целој дужини између прагова.
- Зоне слетања обележавају се на стазама за прецизно прилажење. Састоје се од парова линија симетрично постављених у односу на осу стазе.
- Тачка слетања је место на стази на коме би ваздухоплов требало да дотакне стазу. Ознака је пар правоугаоника симетричних у односу на осу стазе.

### Обележавање ПСС за ноћне услове
Обележавање ПСС за ноћне услове служи као помоћ у завршној фази прилаза ваздухоплова при слетању ноћу или у условима лошије видљивости дању.
Прилазна свела
Положај и врста прилазних светала зависи од категорије аеродрома.
- Једноставна прилазна светла сачињава праволинијски низ светиљки дужине најмање 420 m у продужетку осе стазе и један попречни низ на 300 m од прага и црвене су боје.
- Светла за прецизни прилаз категорије I сачињава осна линија светиљки дужине 900 m и више попречних низова светала који су равномерно краћи према прагу стазе. Систем се допуњује бљескајућим светлом беле боје (тзв. „муња“), с тим да бљесак почиње на најудаљенијој светиљки и равномерно се креће према прагу стазе.
- Светла за прецизни прилаз категорије II и III сачињавају праволинијски низ светиљки дужине 900 m у продужетку осе стазе, две бочне линије светиљки паралелних оси на 270 m од прага и попречни систем светала. Светла осе и попречна светла система емитују белу светлост високог интензитета, а светла бочних низова исто такву али црвену светлост.

Рубна светла стазе
Светла на рубним стазама постављена су уздуж оба руба на удаљености најмање 60 m и беле су боје.
Светла прага стазе
На праговима ПСС светла су постављена у попречном низу, означавају почетак стазе и зелене су боје. Видљива су једино из правца прилажења.
Светла краја стазе
На крајевима ПСС свела су постављена у попречном низу, означавају крај стазе и црвене су боје. Видљива су једино из правца прилажења.
Светла осе стазе
Ова светла обавезна су за категорије II и III. Простиру се по уздужној оси стазе.
Светла зоне додира
Свела зоне додира постављена су у паралелним редовима симетрично са осом стазе и простиру се 900 m од њеног прага.